# Instagram
Instagram je americká sociální síť pro sdílení fotografií, videí a chatování s přáteli. Služba umožňuje uživatelům upravit pořízené fotografie pomocí řady filtrů. Také formát fotografie je odlišný a jako odkaz na fotoaparáty značky Kodak a Polaroid jsou výsledné snímky ve čtvercovém formátu, zatímco kamery zařízení se systémem iOS používají poměr stran 3:2. Aplikace se nesnaží konkurovat jiným sociálním službám, ale naopak umožňuje snadné sdílení fotografií na další sociální sítě, jako je Facebook, X (dříve Twitter), Flickr, případně na publikační služby Posterous a Tumblr.
Aplikace je určena primárně pro mobilní telefon iPhone a většinu mobilních zařízení s OS Android, současně je však kompatibilní s iPod Touch a iPad.

## Historie
Projekt založili Kevin Systrom a Mike Krieger poté, co získali finanční prostředky. Původní projekt Burbn obsahoval řadu funkcí, nicméně po příchodu Mikea Kriegera se vývoj zaměřil pouze na mobilní fotografie, z čehož vznikl Instagram. Aplikace se objevila v obchodě App Store společnosti Apple 6. října 2010, v obchodě Google Play společnosti Google 3. dubna 2012.
9. dubna 2012 oznámil CEO společnosti Facebook Mark Zuckerberg plán na akvizici Instagramu za odhadovanou částku 1 miliardy dolarů. Aplikace si získala velkou oblibu mezi uživateli, což potvrzuje počet uživatelů získaných za pouhých 11 měsíců od spuštění služby – 9 miliónů.
V září roku 2011 byla v obchodě App Store uvolněna verze 2.0. Tato aktualizace přinesla uživatelům významné změny, jako například živé náhledy filtrů, okamžitou úpravu fotografií, několik nových filtrů, ukládání fotografií ve vysokém rozlišení, možnost zapnout nebo vypnout okraje fotografie, možnost otáčet fotografie a v neposlední řadě také novou ikonku aplikace. 
V prosinci 2013 Instagram, ve verzi 5.0, přidal funkci s názvem Instagram Direct, která umožňuje posílat fotografie vybraným uživatelům nebo skupině uživatelů, namísto veřejné viditelnosti. Tímto Instagram reagoval na stoupající oblibu služby Snapchat.
V březnu 2016 změnil Instagram, ve verzi 5.1, design po vzoru iPhonů (takzvaný flat design). Od prosince roku 2016 je v aplikaci Instagram možnost využít některý ze 42 nabízených filtrů pro úpravu fotografie.
V roce 2019 se v příbězích objevilo „karaoke“ doplňující funkčnost, která je jednou z nejpopulárnějších na sociální síti TikTok.
V březnu 2022 byl přístup k Instagramu zablokován v Ruské federaci. Tamní dozorčí úřad Roskomnadzor to odůvodnil „výzvami k násilí proti ruským vojákům“ v souvislosti s ruským útokem na Ukrajinu.

## Ocenění
- V lednu roku 2011 byl Instagram finalistou v kategorii „Nejlepší mobilní aplikace“ v soutěži TechCrunch Crunchies 2010[6]
- V květnu roku 2011, Fast Company zařadilo výkonného ředitele Instagramu Kevina Systroma jako 66. v seznamu „100 nejvíce kreativních lidí v businessu roku 2011“[7]

## Kritika
Během ruských prezidentských voleb 2018 se sociální síť Instagram podřídila požadavku ruského Roskomnadzoru a vymazala příspěvky ruského opozičního kandidáta Alexeje Navalného. Této cenzuře předcházel zákaz úřadů tomuto kandidátovi zúčastnit se voleb.

## Galerie filtrů

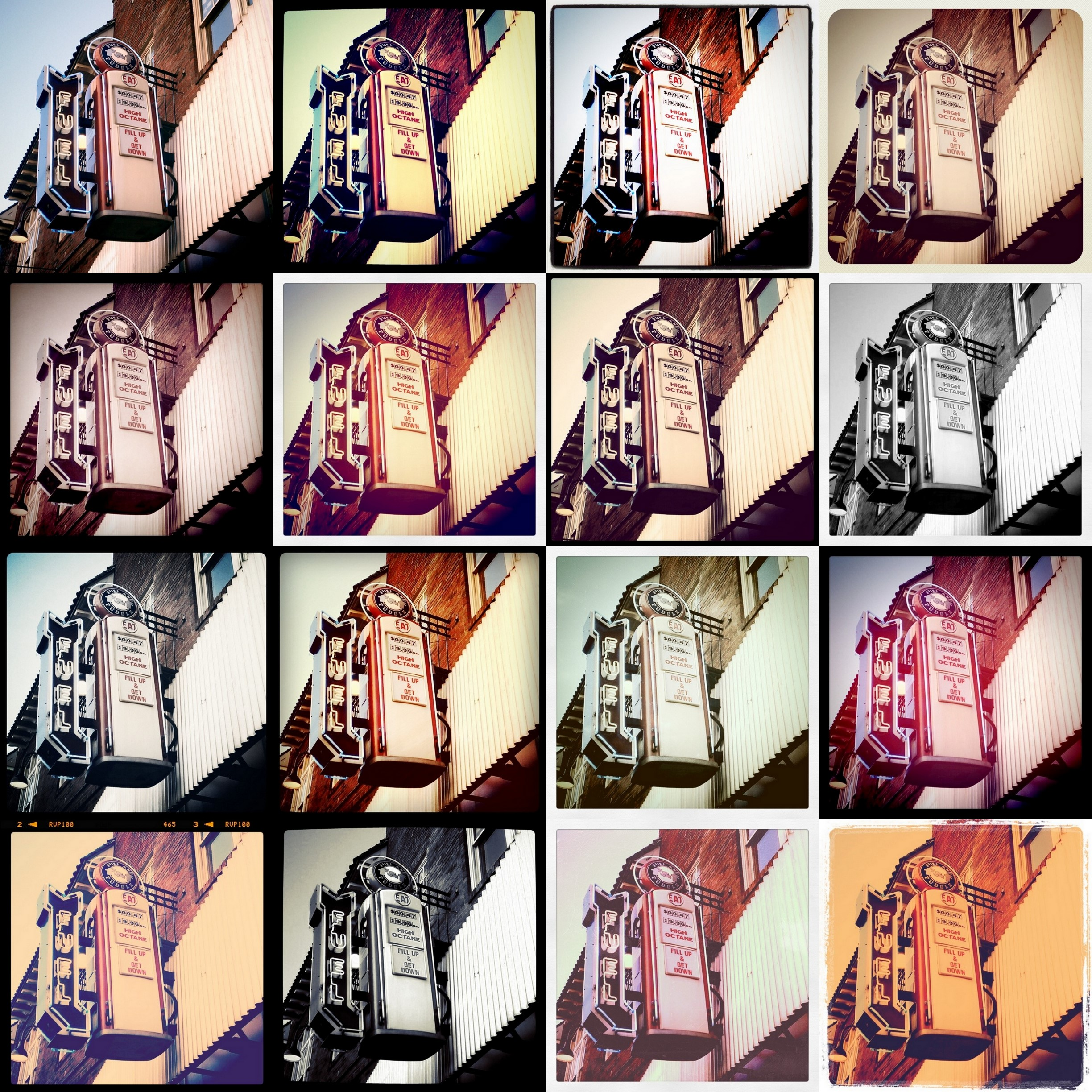
Nabídka různých filtrů
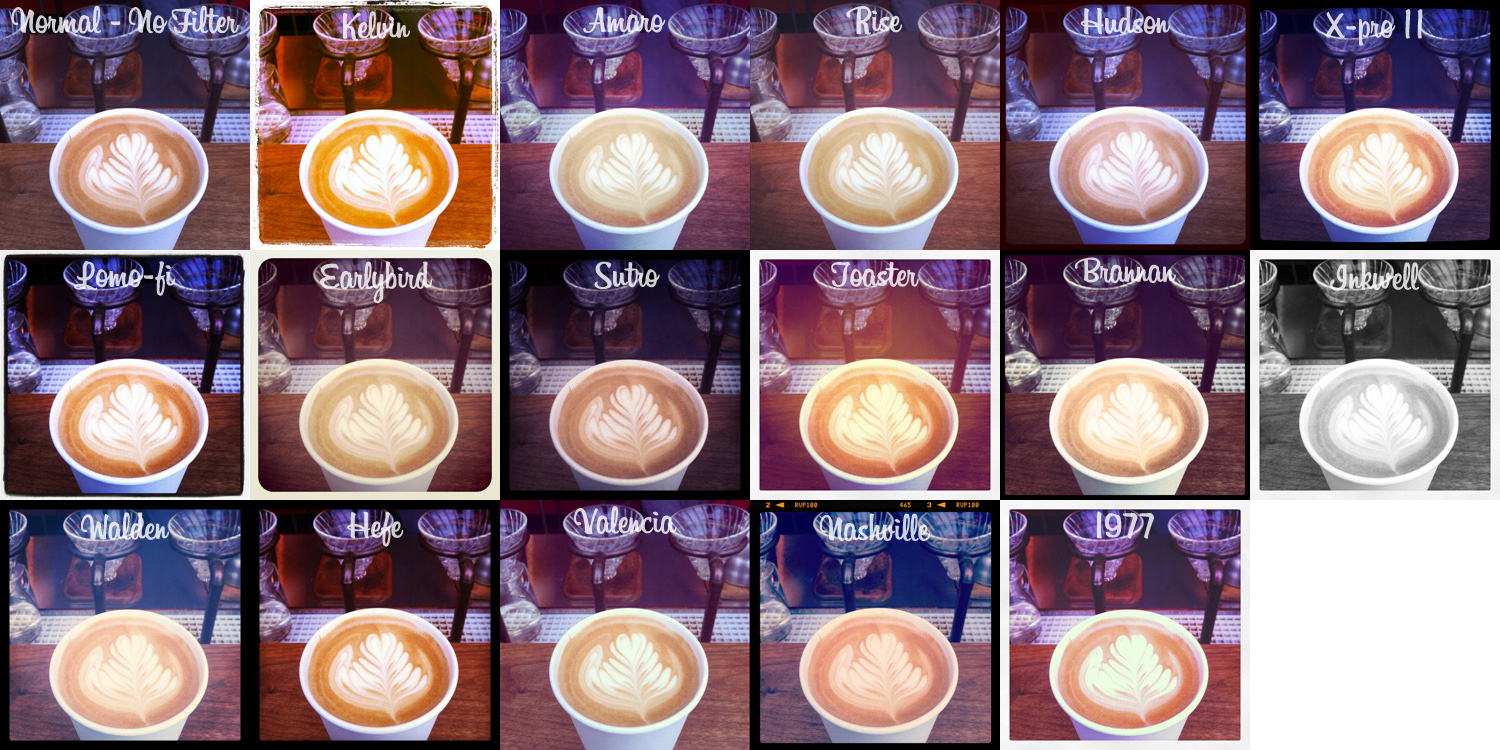
Nabídka různých filtrů
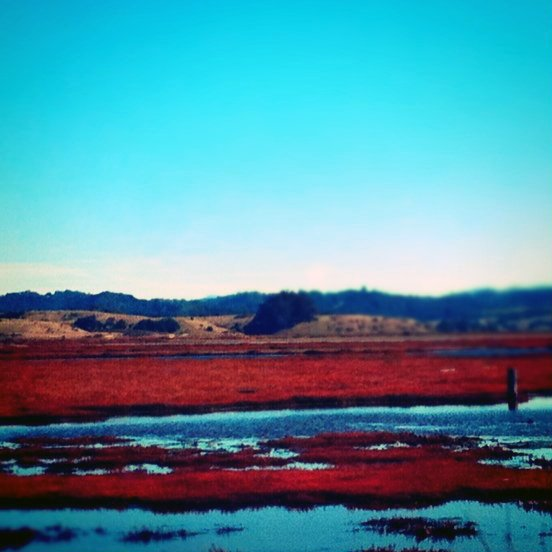
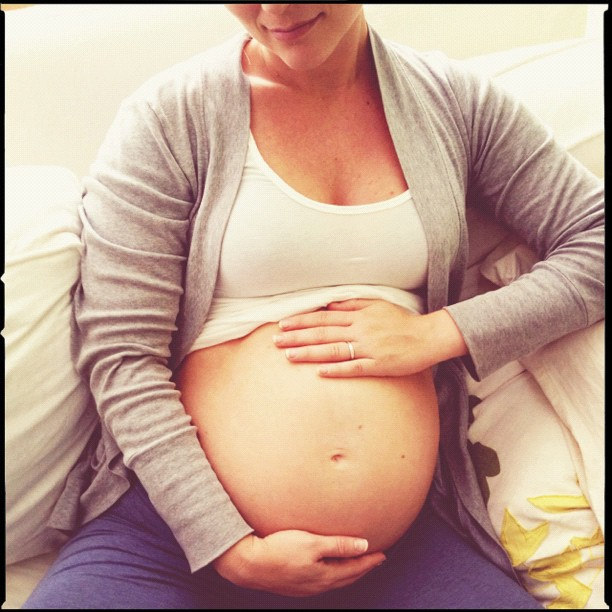
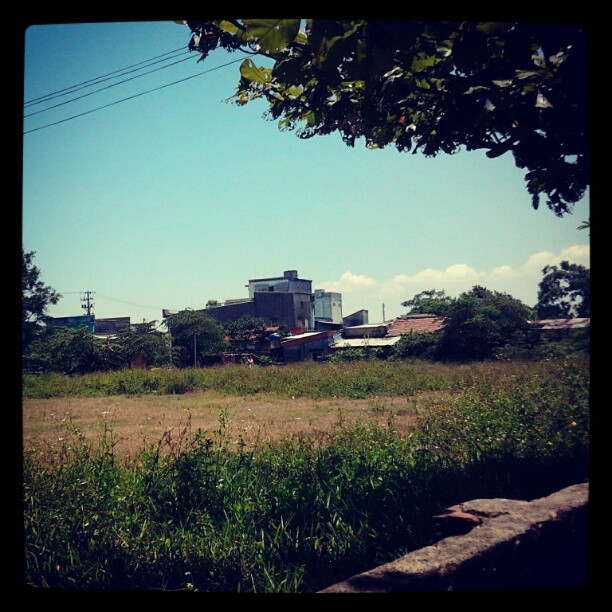